# Economía de municipalización
La municipalización es la transferencia de empresas u otros activos a propiedad municipal. La transferencia puede ser de propiedad privada (por lo general por la compra) o de otros niveles de gobierno. Es lo contrario de la privatización y es diferente de la nacionalización.

## Servicios
Ha habido dos grandes oleadas de la municipalización de los países desarrollados. La primera tuvo lugar a finales del siglo XIX y XX, cuando los municipios en muchos países desarrollados adquirieron locales de proveedores privados de una amplia gama de servicios públicos. La razón que impulsa en la mayoría de los casos de municipalización fue el fracaso de los proveedores privados para ampliar la prestación de servicios fuera las zonas urbanas más desarrolladas y ricas.
La segunda ola tuvo lugar en la década de 1990, cuando después de la finalización de los estados comunistas de Europa oriental las empresas estatales en muchos sectores de servicios públicos se rompieron y se transfiere al control municipal. Esto era típico en sectores como el agua, la gestión de residuos y el transporte público, aunque no en la electricidad y el gas natural.
Tales empresas de la región permanecieron bajo el control municipal, o fueron privatizadas. La privatización se llevó a cabo de diversas maneras: mediante la venta a los inversionistas, al dar una concesión o un contrato de gestión. Los ejemplos incluyen el sector del agua en la República Checa, más de la mitad de los cuales ha sido privatizado.

## Gobiernos
En los EE. UU., la municipalización a menudo se refiere a la división de un condado entero en municipios, sin dejar áreas no incorporadas. Esto por lo general termina la regla del régimen de "País" o Estado federado, donde la mayoría de los estados le permite actuar como el proveedor de servicios municipales en las áreas no incorporadas. El condado sólo administra los servicios que ofrece el mandato de la misma por la constitución del estado, que generalmente son sólo extensiones del gobierno del estado como los tribunales y departamentos de sheriff. Al igual que con las utilidades, los activos de la comarca por lo general terminan siendo distribuidos entre las ciudades, aunque esto es menos probable si el proceso es gradual y no todos a la vez.
Un ejemplo de la municipalización es el Sacramento de Servicios Públicos Municipales de Distrito, o SMUD, de Sacramento, California. En otro ejemplo, más grande, del condado de Fulton, Georgia, que incluye la ciudad de Atlanta, se encuentra actualmente en la municipalización total.